# Photomath
Photomath es una aplicación tecnológica educativa para dispositivos móviles, propiedad de Google. 
Esta app incluye un sistema computacional de álgebra con un sistema de reconocimiento óptico de caracteres aumentado, diseñado para utilizarse con la cámara de un smartphone para escanear y reconocer ecuaciones matemáticas; luego la app muestra explicaciones paso a paso en la pantalla. Fue lanzada en 2014 por Microblink, una empresa croata basada en Zagreb, con oficinas en Londres, especializada en software de reconocimiento de texto.
Desde 2016, aparte de textos impresos, también reconoce escritura manual, y muestra paso a paso el proceso de resolución de una ecuación.
Desde 2017, Photomath opera como una compañía dependiente.
Fue incluida en el top 20 de las mejores apps para enseñanza y aprendizaje. Recibió tanto críticas como alabanzas por parte de los profesores.
En mayo de 2022, Google anunció que adquiriría la empresa por una cantidad no revelada. Tras una revisión por parte de la Comisión Europea, el acuerdo recibió aprobación en marzo de 2023 y se concluyó en junio. Esta adquisición representó la mayor compra de una startup en la historia de Croacia, siendo Photomath la principal aplicación del país en ese momento. Esta adquisición se citó como un movimiento estratégico por parte de Google en respuesta a ChatGPT. Tras la disolución de Photomath, Sabol pasó a ocupar el cargo de Director de Ingeniería de Software en Google.
Hasta el 29 de febrero de 2024, Google ha integrado la aplicación en su cartera de publicadores de la Play Store.
Algunas de las ventajas de Photomath con respecto a otras aplicaciones similares es que nos permitirá ver un completo desglose de todos los pasos que se han seguido para llegar a la solución de una operación matemática. En lugar de mostrar simplemente el resultado, Photomath nos permitirá ver cada uno de los pasos que han seguido hasta llegar a él.
Sin embargo, como aspectos negativos, hay que decir que esta aplicación suele dar fallos en aquellas operaciones matemáticas que hayan sido escritas de forma manual.